# アンヌ・ロベルジョン

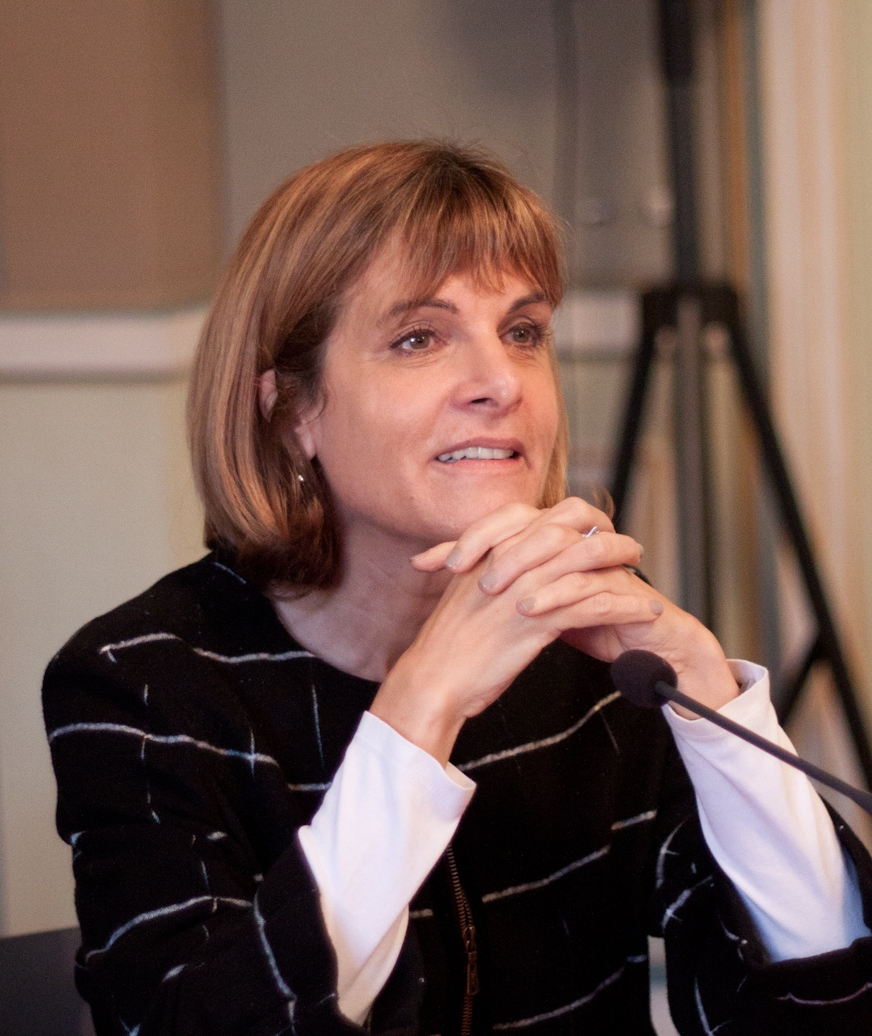
2012年

アンヌ・ロベルジョン（フランス語：Anne Lauvergeon、1959年8月2日 - ）は、フランスの女性経営者。現在、世界最大の原子力産業複合企業であるアレヴァのCEOを務めていたことで知られ、原子力業界の代表的人物であることから「アトミック・アンヌ」（Atomic Anne）の異名を持つ。

## 経歴
1959年8月2日、フランスのコート＝ドール県ディジョンで生まれる。高等師範学校にて物理学のアグレガシオンを取得した。
1983年、製鋼会社ユジノールで最初の訓練を受けた。翌1984年、フランス原子力庁にてヨーロッパにおける化学の安全について学んだ。
1990年、ミッテラン政権の国際経済・貿易担当の特別補佐官となった。
1999年にコジェマのCEOに就任し、2000年より世界最大の原子力産業複合企業であるアレヴァのCEOを務めている。2009年には、「フォーブス」誌の『世界で最も影響力を持つ女性』の9位にランクインしている。
2011年、アレヴァCEO退任後、リベラシオン紙の監査役についた。